# 1897 en chimie
Cet article présente les faits marquants de l'année 1897 en chimie.

## Évènements
- 30 avril : le physicien britannique Joseph John Thomson, travaillant sur les propriétés électriques de la matière, annonce devant la Royal Institution sa découverte de l'électron[1],[2].Il détermine par une expérience le quotient e/m de la charge par la masse de l’électron[3].

- 6 mai : le biochimiste américain John Jacob Abel (en) annonce qu'il a isolé l'adrénaline dans un article lu devant l'Association des médecins et chirurgiens américains[4].
- 10 août : le chimiste allemand Felix Hoffmann, employé par la firme pharmaceutique Bayer, synthétise à partir de l'élément actif de l'écorce de saule l'acide acétylsalicylique (aspirine)[5].
- Le chimiste allemand Emil Fischer synthétise la purine à partir de l'acide urique[6].
- Le chimiste Reissert propose la synthèse d'indole de Reissert, une série de réactions chimiques permettant de synthétiser l'indole ou un indole substitué à partir de l'orthonitrotoluène et de l'oxalate de diéthyle[7],[8].

## Publications
Henri Moissan : Le four électrique.

## Prix
- Médaille Davy : John Hall Gladstone pour ses nombreuses contributions à la chimie, et particulièrement pour son travail d'application des méthodes optiques à la chimie[10],[11].

## Naissances
- 22 mars : Otto Roelen (mort en 1993), chimiste allemand.
- 28 mars : Victor Mills (mort en 1997), ingénieur chimiste américain.
- 17 mai : Odd Hassel (mort en 1981), chimiste norvégien, prix Nobel de chimie en 1969.

- 16 juin : Georg Wittig (mort en 1987), chimiste allemand, prix Nobel de chimie en 1979.
- 19 juin : Cyril Norman Hinshelwood (mort en 1967), physicien chimiste anglais, prix Nobel de chimie en 1956.
- 20 juillet: Tadeusz Reichstein (mort en 1996), chimiste polonais, prix Nobel de physiologie ou médecine en 1950.
- 12 septembre : Irène Joliot-Curie (morte en 1956), chimiste, physicienne et femme politique française, fille de Pierre et Marie Curie et lauréate du prix Nobel de chimie en 1935.
- 6 octobre : Florence B. Seibert (morte en 1991[12]), biochimiste américaine.
- 9 novembre :
  - Ronald George Wreyford Norrish (mort en 1978), chimiste britannique, prix Nobel de chimie en 1967.
  - Jacques Tréfouël (mort en 1977), chimiste français.

## Décès
- 18 février : Gustave Flourens (né en 1848), chimiste français.

- 11 juin : Carl Remigius Fresenius (né en 1818), chimiste allemand.
- 26 juin : Paul Schützenberger (né en 1829), chimiste français.
- 8 août : Viktor Meyer (né en 1848), chimiste allemand.
- 16 octobre : Charles Viollette (né en 1823), chimiste et professeur français.